# John Ellard Gore

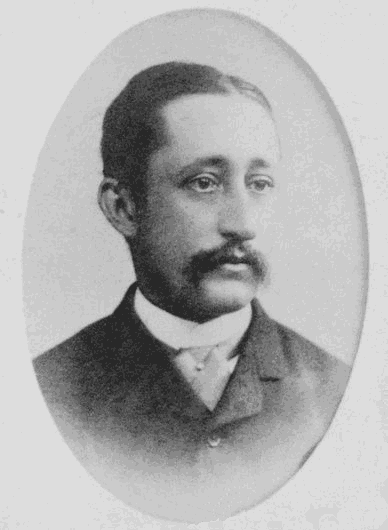
John Ellard Gore

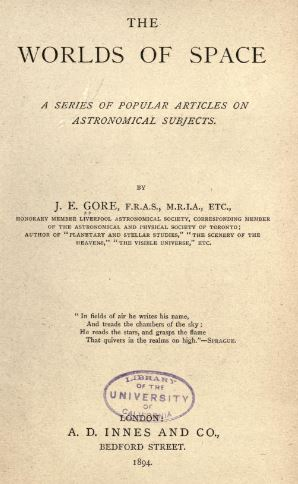
Titelseite von The Worlds of Space

John Ellard Gore (* 1. Juni 1845 in Athlone; † 18. Juli 1910 in Dublin) war ein irischer Ingenieur, Amateurastronom und Autor mehrerer populärwissenschaftlicher Astronomiebücher.

## Leben
John Ellard Gore kam am 1. Juni 1845 als Sohn des Archidiakons von Achonry John Ribton Gore und seiner Frau Frances, geborene Ellard, in Athlone im County Westmeath zur Welt. Er wurde privat unterrichtet und ging 1863 an das Trinity College Dublin, wo er 1865 einen Bauingenieursabschluss erhielt.
Nachdem er zwei Jahre als Eisenbahningenieur in Irland tätig war, arbeitete er ab 1869 als Ingenieur bei einem Kanalprojekt im Punjab. Dort begann er auch mit astronomischen Beobachtungen von Doppelsternen und veränderlichen Sternen, er entdeckte ferner bislang nicht beschriebene Lücken und schwache Ausläufer der Milchstraße. Noch während seiner Zeit in Indien wurde er 1875 zum Mitglied der Royal Irish Academy gewählt.
1877 kehrte er im Rahmen einer zweijährigen Beurlaubung nach Irland, genauer nach Dromard nahe Ballysodare, wo sein Vater lebte, zurück und ging anschließend 1879 in den Ruhestand. Nach dem Tode seines Vaters 1894 zog er nach Dublin, wo er bis zu seinem Lebensende blieb.
John Gore verschrieb sich der Sternbeobachtung, wobei er lediglich ein Fernglas benutzte, er verfügte nie über ein größeres Teleskop. 1884 legt er der Royal Irish Academy einen 190 Sterne umfassenden Katalog veränderlicher Sterne vor, den er bis zu dessen Veröffentlichung auf 243 Sterne ausweitete. Zwischen 1884 und 1899 entdeckte er vier Veränderliche: W Cygni, S Sagittae, U Orionis und X Herculis.
Ab 1879 beschäftigte er sich auch mit Bahnberechnungen in Doppelsternsystemen, bis 1890 erstellte er einen Katalog von 53 solcher Doppelsternsysteme mit Berechnungen. Er erkannte auch, dass sich Sterngrößen über einen großen Bereich erstrecken müssen. Auf Basis einer heliometrischen Parallaxenbestimmung von Arktur durch William Lewis Elkin schätzte er den Arkturdurchmesser auf 80 Sonnendurchmesser, was zwar eine zu große aber doch fundierte Schätzung war. Ferner schätzte er die Dichte von Sirius B zu 44 {\displaystyle \mathrm {kg} /\mathrm {cm} ^{3}}, was er allerdings für ausgeschlossen (entirely out of the question) hielt, obwohl er deutlich unter der tatsächlichen Dichte lag.
In den Jahren von 1877 und 1909 veröffentlichte er eine Reihe populärwissenschaftlicher Bücher, siehe untenstehende Liste.
Gore war Fellow der Royal Astronomical Society, Vizepräsident der British Astronomical Association, Ehrenmitglied der Welsh Astronomical Society und korrespondierendes Mitglied der Royal Astronomical Society of Canada.
John Ellard Gore war nicht verheiratet. Am 18. Juli 1910 wurde er in der Grafton Street in Dublin von einer Pferdekutsche erfasst und war auf der Stelle tot.
Im Jahre 2009 benannte die International Astronomical Union den Mondkrater Gore offiziell nach John Ellard Gore.

## Bücher von Gore
- John Ellard Gore: Southern Stellar Objects for Small Telescopes. Hrsg.: Lodiana. 1877 (144 S., archive.org).
- John Ellard Gore: Planetary and Stellar Studies. Hrsg.: Roper & Drowley. 1888 (280 S., archive.org).
- John Ellard Gore: Astronomical Lessons. Hrsg.: Sutton, Drowley & Co. 1890 (150 S., archive.org).
- John Ellard Gore: Star Groups. Hrsg.: Crosby Lockwood & Son. 1891 (136 S., archive.org).
- John Ellard Gore: The Visible Universe. Hrsg.: Crosby Lockwood & Son. 1893 (472 S., archive.org).
- John Ellard Gore: An Astronomical Glossary. Hrsg.: Crosby Lockwood & Son. 1893 (210 S., archive.org).
- John Ellard Gore: The Worlds of Space. Hrsg.: A D Innes & Co. 1894 (376 S., archive.org).
- John Ellard Gore: Studies in Astronomy. Hrsg.: Chatto & Windus. 1904 (372 S., archive.org).
- John Ellard Gore: Astronomical Essays. Hrsg.: Chatto & Windus. 1907 (376 S., archive.org).
- John Ellard Gore: Astronomical Curiosities. Hrsg.: Chatto & Windus. 1909 (392 S., archive.org).